# Szano Hiroko
Szano Hiroko (佐野 弘子; Hepburn: Sano Hiroko) (Japán, 1983. február 5. –) japán válogatott labdarúgó.

## Klub
A Tasaki Perule FC csapatában játszott.

## Nemzeti válogatott
2003-ban debütált a japán válogatottban. A japán válogatottban 1 mérkőzést játszott.

## Statisztika
| Japán válogatott | Japán válogatott | Japán válogatott |
| Időszak          | Mérk.            | gól              |
| ---------------- | ---------------- | ---------------- |
| 2003             | 1                | 0                |
| Összesen         | 1                | 0                |

## Sikerei, díjai
Klub
- Japán bajnokság: 2003